# Dvorana Dražen Petrović
Il Dvorana Dražen Petrović o Košarkaški centar Dražen Petrović è una arena polivalente situata nella città di Zagabria.
Completata nel 1987, nel 1993 venne intitolata al campione Dražen Petrović, scomparso prematuramente in un incidente stradale, e che con la maglia del Cibona Zagabria aveva conquistato un campionato jugoslavo, 3 Coppe di Jugoslavia, 2 Coppe dei Campioni, e una Coppa delle Coppe.
Viene usato generalmente dal Cibona Zagabria, mentre il Cedevita Junior vi gioca le partite di coppa europee.